# Загорцев, Владимир Николаевич
Владимир Николаевич Загорцев (укр. Володимир Миколайович Загорцев; 27 октября 1944, Киев, УССР — 30 ноября 2010, Киев, Украина) — украинский и советский композитор, один из представителей Киевского авангарда, один из последних учеников Бориса Лятошинского. Лауреат премии им. Бориса Лятошинского (1997).

## Биография
Начал заниматься музыкой в отрочестве (брал частные уроки игры на фортепиано у ученицы С. В. Рахманинова Ф. Калихман и теории музыки у А. Губермана). В 1962—1968 годах учился в Киевской консерватории (педагогом по композиции был Б. Н. Лятошинский, а после его смерти — А. Я. Штогаренко).
С 1968 года — член Союза композиторов. В 1968—1974 годах работал редактором в издательстве «Музична Україна».
Композитор-шестидесятник. В 1960-е годы вместе со своими друзьями и единомышленниками В. В. Сильвестровым, Л. А. Грабовским и В. А. Годзяцким был участником неформальной группы композиторов, известной как «киевский авангард» или «школа Бориса Лятошинского». Члены «Киевской группы» собирались на квартире родителей Сильвестрова, где обсуждали и слушали новую музыку, делились впечатлениями, показывали свои сочинения. Из-за несоответствия консервативным устремлениям официальных музыкальных кругов СССР, участники «Киевского авангарда» подвергались разного рода притеснениям[каким?].
С 1968 года произведения композитора исполнялась во многих городах СССР и мира, в том числе Нью-Йорке, Бостоне, Берлине, Лас-Вегасе, Лондоне, Загребе, Братиславе. В январе 1980 года оркестровая пьеса «Градации» (1966) была исполнена Нью-Йоркским филармоническим оркестром под управлением Зубина Меты. Постоянный участник таких музыкальных фестивалей, как «Премьеры сезона», «Киев-Музик-Фест» и др.

## Творчество
Важное место в работах Владимира Загорцева занимают камерные концерты — всего 9, из которых первый написан в 1981 году, а последний — в 2004 году. Все концерты за исключением № 7 созданы для струнного оркестра с разным составом солистов. Загорцев — автор 5 симфоний, скрипичного концерта (2007), Концерта для оркестра «Творчество» (2010), оперы «Долорес» (1980—1983), «Градации» для оркестра (1966).
Фортепианное творчество Загорцева охватывает среди прочего две сонаты (1979—1981 и 1999—2000), «Ритмы» (1967/1969, здесь композитор применил додекафонную технику), «Три эпитафии» (1998), а также целый ряд камерных произведений.